# Sminthurinus niger
Sminthurinus niger is een springstaartensoort uit de familie van de Katiannidae. De wetenschappelijke naam van de soort is voor het eerst geldig gepubliceerd in 1868 door Lubbock.